# Prodrazvjorstka
Prodrazvjorstka (Russisch: продразвёрстка; "voedseldistributie"), samentrekking van prodovolstvennaja razvjorstka (продовольственная развёрстка; "verdeling van levensmiddelen"), was een overheidsprogramma in Sovjet-Rusland dat de boeren verplichtte om de overschotten van bijna elk landbouwproduct voor een vaste prijs in te leveren bij de regering. Van elk landbouwproduct mocht de boer een bepaalde hoeveelheid voor eigen gebruik en gezin houden, maar de grens daarvoor werd vastgesteld door de overheid.
Het begrip is verbonden met de term oorlogscommunisme tijdens de Russische Burgeroorlog, maar werd door de bolsjewieken overgenomen van de graan-razvjorstka die door de regering van het Russische Rijk reeds eerder werd ingesteld tijdens de Eerste Wereldoorlog in 1916.

## Eerste Wereldoorlog
In 1916 verkeerde het land in een voedselcrisis. Er waren dan wel goede oogsten in de Beneden-Wolgaregio en West-Siberië, maar het vervoer per spoorlijn was ingestort. Daarbij kwam nog dat de voedselmarkt in verwarring was. De vaste prijzen voor overheidsaankopen waren zo laag dat ze niet aanlokkelijk genoeg waren voor de handelaren. Op 29 november 1916 werd daarom een oekaze ingesteld (ondertekend door Rusland's laatste minister van landbouw Aleksandr Rittich) waarmee gehoopt werd de inzameling van graan voor defensiedoeleinden veilig te stellen. De tsaristische regering was evenmin als de Voorlopige Regering die in 1917 na de Februarirevolutie aan de macht kwam in staat om voldoende geld te bieden in de vorm van subsidies, zodat de boeren hun goederen bewust achterhielden in de hoop deze later op de vrije markt voor een hogere prijs kwijt te kunnen. Daarmee had dit overheidsingrijpen geen succes.

## Sovjet-Unie
In 1918 was het centrum van Bolsjewistisch Rusland afgesneden van de belangrijkste landbouwregio's van het land. De broodreserves raakten op, waardoor honger ontstond onder de stedelijke bevolking, waaronder de steun voor de bolsjewieken nu juist het grootst was. Om de minimale voedselbenodigdheden te bevredigen werd door de sovjetregering een strikt bevel aangesteld over de voedseloverschotten van de welgestelde plattelandshuishoudens. Aangezien veel boeren zeer ongelukkig waren met dit beleid en probeerden het tegen te houden, kregen ze vervolgens het stempel van "saboteurs" van het overheidsmonopolie op brood en werden pleitbezorgers van de vrije "roofzuchtige", "speculatieve" handel genoemd. Lenin dacht dat de prodrazvjorstka de enige mogelijke manier was om voldoende hoeveelheden brood en andere landbouwproducten voor de stedelijke bevolking te bemachtigen tijdens de oorlog.
De prodrazvjorstka werd in de tweede helft van 1918 ingesteld in onder andere de oblasten Toela, Vjatka, Kaloega, Vitebsk. Op 11 januari 1919 werd het per oekaze van de Sovnarkom ingesteld in het hele land. In hetzelfde jaar volgde instelling van de prodrazvjorstka in Oekraïne en Wit-Rusland. Turkestan en Siberië volgden een jaar later. Op 13 januari 1919 werd een oekaze aangenomen door het Volkscommissariaat voor Voorraden waarmee procedures rond de prodrazvjorstka werden ingesteld. De hoeveelheid van elk landbouwproduct dat door de staat was aangewezen voor inzameling (of zoals sommige historici schrijven; confiscatie) werd berekend op basis van de gegevens van elk gebied binnen de gouvernementen waar gewassen werden verbouwd, de gewascapaciteit (oogstcapaciteit) en reserves van de jaren ervoor. Binnen de gouvernementen werd het inzamelingsplan hiërarchisch onderverdeeld naar oejezden, volosten, dorpen en ten slotte afzonderlijke boerenhuishoudens. De leiding over de inzamelingsprocedures lag in handen van de agentschappen van het Volkscommissariaat voor Voorraden, alsook de prodotryads (samentrekking van продовольственный отряд; "voedselbrigades"), die daarbij geholpen werden door kombeds (samentrekking van комитет бедноты; "commissies voor de armen") en lokale sovjets.
Aanvankelijk beperkte de prodrazvjorstka zich tot de inzameling van brood en voer. Tijdens de voorzieningscampagne van 1919 tot 1920 kwamen echter ook aardappels en vlees onder de prodrazvjorstka te vallen, hetgeen tegen het einde van 1920 was uitgebreid tot bijna elk landbouwproduct. Volgens de Sovjetstatistieken wisten de autoriteiten in het boekingsjaar 1918-1919 107,9 miljoen poeden (1,77 miljoen ton) brood en voer in te zamelen, in het boekingsjaar 1919-1920 212,5 miljoen poeden (3,48 miljoen ton) en in het boekingsjaar 1920-1921 367 miljoen poeden (6,01 miljoen ton).
Met de prodrazvjorstka wist de sovjetregering het probleem van de bevoorrading van het Rode Leger en de stedelijke bevolking op te lossen en grondstoffen te verkrijgen voor verschillende industrieën. De prodrazvjorstka liet een duidelijke stempel achter op handel in goederen voor geld, daar de autoriteiten tegelijkertijd de verkoop van brood en graan hadden verboden. Ook had het invloed op vele, zo niet alle aspecten van de relaties tussen steden en dorpen en werd zo een van de belangrijke elementen van het systeem van oorlogscommunisme.
Met het einde van de Russische Burgeroorlog raakte de prodrazvjorstka overbodig. Daarbij kwam dat het veel schade deed aan de landbouwsector en zorgde voor een groeiende ontevredenheid onder de boeren. Toen de overheid dan ook in maart 1921 bij het 10e congres van de Communistische Partij van de Sovjet-Unie overging op de Nieuwe Economische Politiek, werd de prodrazvjorstka per oekaze vervangen door de prodnalog (voedselbelasting).
Na de Schaarcrisis van 1927 (de prijzenschaar tussen industriële en landbouwproducten) werd in juni 1929 teruggekeerd naar een soort van prodrazvjorstka toen de Oeral-Siberische Methode van Graaninzameling (Урало-сибирский метод хлебозаготовок) werd ingevoerd. Een half jaar later volgde de collectivisatie in de Sovjet-Unie.